# Шаробот

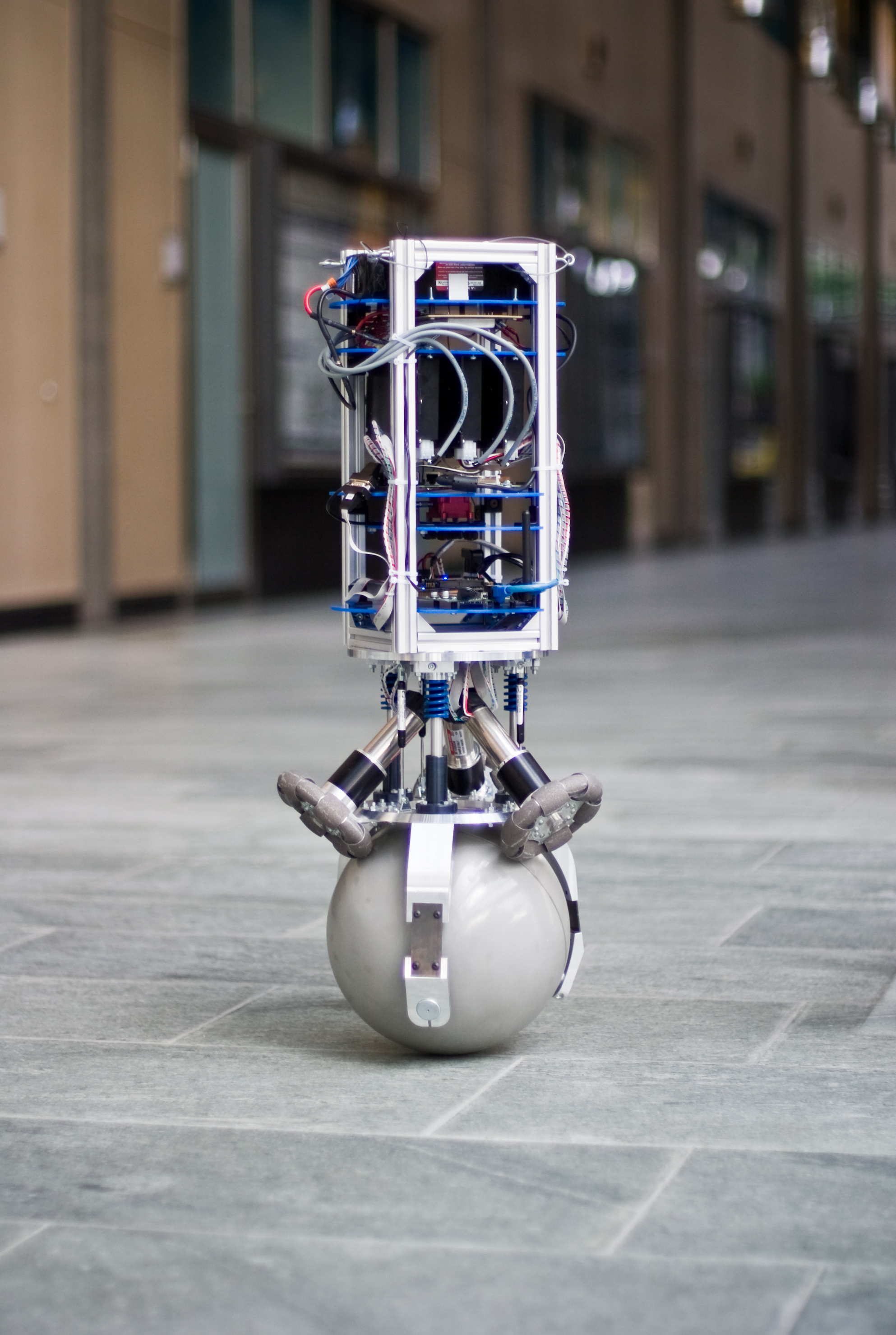
Шаробот Rezero, що балансує на плоскій поверхні. Характерними особливостями шароботу є: куля, три електромотори, що приводять до руху балансировочні колеса, і основний корпус, що містить мікропроцесор, блок інерційних вимірів, блок живлення та батареї.

Шаробот (англ. Ballbot) — рухливий робот, який використовує для пересування єдине сферичне колесо (тобто кулю), і постійно самобалансується на ньому як в русі, так і в спокої. Завдяки єдиній точці контакту з поверхнею, шаробот однаково легко пересувається у всіх напрямках, будучи надзвичайно рухливим, маневреним і природним в рухах, в порівнянні зі звичайним наземним транспортом.
Проектування надійних роботів з вузькою колісною базою, що володіє поліпшеною маневреністю в обмеженому, переповненому і динамічному середовищі (наприклад вузькі коридори і заповнені людьми, що пересуваються, приміщення) стало можливим завдяки напрацюванням в темі динамічної стабільності в сучасній теорії управління.